# Phlebogaster
Phlebogaster är ett släkte av svampar. Phlebogaster ingår i familjen Claustulaceae, ordningen Phallales, klassen Agaricomycetes, divisionen basidiesvampar och riket svampar.
|              | Kjeldsenia                                                                            |
|              |                                                                                       |
|              | Gelopellis                                                                            |
|              |                                                                                       |
|              | Claustula                                                                             |
|              |                                                                                       |
| Phlebogaster | \| \| Phlebogaster laurisylvicola \| \| \| \| \| \| Phlebogaster sinensis \| \| \| \| |
|              | \| \| Phlebogaster laurisylvicola \| \| \| \| \| \| Phlebogaster sinensis \| \| \| \| |
|              | Phlebogaster laurisylvicola                                                           |
|              |                                                                                       |
|              | Phlebogaster sinensis                                                                 |
|              |                                                                                       |

|  | Phlebogaster laurisylvicola |
|  |                             |
|  | Phlebogaster sinensis       |
|  |                             |